# Blauwe trekkervis
De blauwe trekkervis (Pseudobalistes fuscus) is een helderblauw gekleurde grote vis uit de familie van de trekkervissen (Balistidae), van het geslacht balistoides. Jonge exemplaren zijn geelachtig van kleur en gestreept. De vis is schuw en moeilijk te benaderen en komt voor in de Rode Zee en in de Indische Oceaan. Hij is te vinden boven zandbodems naast koraalbrokken en ondiepe lagunes. De vis kan een lengte van 55 cm bereiken.

## Voedsel
De vis voedt zich met schaaldieren en ongewervelde dieren die op de bodem voorkomen.